# Мансі (Пенсільванія)
Мансі (англ. Muncy) — місто (англ. borough) в США, в окрузі Лайкомінг штату Пенсільванія. Населення — 2440 осіб (2020).

## Географія
Мансі розташоване за координатами 41°12′8″ пн. ш. 76°47′8″ зх. д. / 41.20222° пн. ш. 76.78556° зх. д. (41.202161, -76.785507).  За даними Бюро перепису населення США в 2010 році місто мало площу 2,19 км², уся площа — суходіл.

## Демографія
Згідно з переписом 2010 року, у селищі мешкало 2477 осіб у 1049 домогосподарствах у складі 663 родин. Густота населення становила 1133 особи/км².  Було 1139 помешкань (521/км²).
Расовий склад населення:
| - 97,0 % — білих - 1,0 % — азіатів - 0,4 % — корінних американців - 0,2 % — чорних або афроамериканців |

До двох чи більше рас належало 0,9 %. Частка іспаномовних становила 1,7 % від усіх жителів.
За віковим діапазоном населення розподілялося таким чином: 23,3 % — особи молодші 18 років, 60,8 % — особи у віці 18—64 років, 15,9 % — особи у віці 65 років та старші. Медіана віку мешканця становила 39,4 року. На 100 осіб жіночої статі у селищі припадало 89,8 чоловіків;  на 100 жінок у віці від 18 років та старших — 87,8 чоловіків також старших 18 років.
Середній дохід на одне домашнє господарство  становив 58 644 долари США (медіана — 48 413), а середній дохід на одну сім'ю — 70 825 доларів (медіана — 59 803). Медіана доходів становила 45 972 долари для чоловіків та 40 469 доларів для жінок. За межею бідності перебувало 9,7 % осіб, у тому числі 12,6 % дітей у віці до 18 років та 4,8 % осіб у віці 65 років та старших.
Цивільне працевлаштоване населення становило 1300 осіб. Основні галузі зайнятості: освіта, охорона здоров'я та соціальна допомога — 21,4 %, виробництво — 17,6 %, роздрібна торгівля — 12,2 %, мистецтво, розваги та відпочинок — 8,7 %.